# تياجو أوروبو
تياغو أوروبو (28 أكتوبر 1993 في البرازيل - ) هو لاعب كرة قدم برازيلي في مركز الهجوم لعب سابقاً في القادسية الكويتي ونادي الجبلين السعودي.

## وصلات خارجية
- تياجو أوروبو على موقع دوري كوريا الجنوبية (الإنجليزية)
- تياجو أوروبو على موقع قاعدة بيانات كرة القدم.إي يو (الإنجليزية)
- تياجو أوروبو على موقع Soccerway.com (الإنجليزية)